# Eliza Cowie
Eliza Jane Cowie (* 6. Oktober 1835 in Great Yarmouth, Grafschaft Norfolk, England; † 18. August 1902 in Auckland, Neuseeland) war eine neuseeländische Kirchen-, Sozial- und Gemeindearbeiterin.

## Frühes Leben
Eliza Jane Webber wurde am 6. Oktober 1835 als Tochter der Eheleute Eliza Preston und dem Chirurgen William Webber in Great Yarmouth geboren. Über ihre Kindheit, Jugendzeit und Schulbildung ist nichts bekannt.

## Ehe
Am 20. Juli 1869 heiratete Cowie in Spring Grove der Grafschaft Middlesex, seinerzeit noch nicht zu London gehörend, den anglikanischen Geistlichen William Garden Cowie, der kurz zuvor zum Bischof von Auckland geweiht worden war. Aus der Ehe gingen eine Tochter und fünf Söhne hervor, von denen zwei im Säuglingsalter starben.

## Neuseeland
Sie reisten alsbald auf der City of Melbourne nach Neuseeland und erreichten Auckland am 3. Februar 1870. Sie bezogen ihre Residenz in Bishopscourt im Stadtteil Parnell, einen Wohnort, in dem Cowie Zeit ihres Lebens leben sollte.
Cowie engagierte sich im sozialen und wohltätigen Bereich und dies zu einer Zeit, als es noch kaum soziale Einrichtungen für Frauen in der Stadt Auckland gab. So gründete sie 1884 im Stadtteil Parnell ein Frauenheim für junge Frauen, die zu einem tugendhaften Leben zurückkehren wollten. Cowie übernahm auch die Leitung des Heims. Sie bot alleinstehenden jungen Müttern, von denen einige erst fünfzehn Jahre alt waren, Unterkunft, das Erlernen von Hausarbeiten und die Möglichkeit ihre Lebensgewohnheiten in einer Weise zu ändern, das sie wieder in die Gesellschaft eingegliedert werden konnten. Cowie setzte sich auch für die Gründung zweier Kinderheime ein, eines 1893 im Stadtteil Parnell und ein weiteres 1896 im Stadtteil Ponsonby.
Sie begleitete ihren Mann häufig bei seinen Besuchen in verschiedenen Teilen der Anglican Diocese of Auckland und besuchte auch eigenständig die Ehefrauen von Geistlichen der Diözese. Sie reiste oft unter unangenehmen Bedingungen über unwegsame Straßen zu Pferd und es wurde ihr nachgesagt, dass sie die erste Pākehā-Frau gewesen sei, die die Strecke von Wellington nach New Plymouth zu Pferd zurücklegte hat.
Cowie spielte eine führende Rolle in der Organisation der Auckland Ladies’ Benevolent Society und übernahm die Präsidentschaft in der Girls’ Friendly Society. Über eine Mitgliedschaft engagierte sie sich im Komitee der Mission to the Streets and Lanes, arbeitete im Ladies' Committee der Association of the Friends of the Blind mit und war die erste Präsidentin der Auckland Anglican Mothers' Union.
Um 1895 erlitt Cowie einen Schlaganfall und war auf einer Seite gelähmt. Trotzdem empfing sie weiterhin Besuch. Ihr Mann verstarb am 26. Juni 1902 und sie selbst am 18. August desselben Jahres in ihrem Haus in Bishopscourt.